# Enrico Orlandi
Enrico Orlandi (Pisa, ... – ...; fl. XII secolo) è stato un politico italiano.

## Biografia
Enrico Orlandi, nacque a Pisa da una nobile famiglia pisana, gli Orlandi. Enrico si prodigò nella carriera politico-diplomatica divenendo console della repubblica di Pisa. Il suo più grande contributo verso la repubblica pisana fu la ratifica dell'accordo di pace con la repubblica di Amalfi, avvenuta nel 1120; ciò consentì un consistente aumento dei traffici commerciali ed un conseguente periodo di prosperità per entrambe le repubbliche. Non è noto quando morì.